# Dasyornis
Dasyornis és un gènere d'ocells, únic de la família dels dasiornítids (Dasyornithidae), dins l'ordre dels passeriformes. La família és endèmica d'Austràlia. El gènere va ser situat a la família del acantízids (Acanthizidae) i també com la subfamília dels dasiornitins (Dasyornithinae), juntament amb els acantizins (Acanthizinae) i els pardalotins (Pardalotinae) dins d'una ampliada família dels pardalòtids (Pardalotidae), abans de ser elevada al nivell de família independent per Christidis & Boles (2008).

## Llistat d'espècies
Segons la classificació del Congrés Ornitològic Internacional (versió 2.4, 2009) aquesta família conté un únic gènere amb tres espècies.
- Dasyornis longirostris - becfilós occidental.
- Dasyornis brachypterus - becfilós oriental.
- Dasyornis broadbenti - becfilós roig.